# Muscat Classic
Muscat Classic ist ein Straßenradrennen für Männer in Oman.
Die Eintagesrennen wurde erstmals 2023 ausgetragen. Es wird gemeinsam mit der Tour of Oman organisiert und findet in zeitlichen Zusammenhang mit der Rundfahrt statt.  Die Rennen ist in die UCI-Kategorie 1.1 eingestuft und gehört zur UCI Asia Tour.
Die Strecke führt auf profiliertem Kurs um die Hauptstadt Maskat (englisch Muscat) in den östlichen Teil des Hadschar-Gebirges. 2023 und 2024 war Start in Al Mouj (arabisch الموج) nördlich vom Flughafen und Ziel in Al-Bustan (arabisch البستان) östlich von Maskat, die Strecke rund 174 Kilometer lang. Eine rund 40 Kilometer lange Schlussrunde, auf die 65 Kilometer vor dem Ziel eingebogen wird, ist Teil des Parcours. Höchste Stelle der Strecke ist ein 372 m hoher Pass zwischen Bawschar und Al-Amarat.

## Palmarès
| Jahr | Sieger            | Zweiter         | Dritter         |
| ---- | ----------------- | --------------- | --------------- |
| 2023 | Jenthe Biermans   | Jordi Warlop    | Andrea Vendrame |
| 2024 | Finn Fisher-Black | Luke Lamperti   | Amaury Capiot   |
| 2025 | Rick Pluimers     | Jenthe Biermans | Henok Mulubrhan |